# 張顗
張 顗（ちょう ぎ、生没年不詳）は、中国後漢時代末期の武将。「ちょうがい」と読まれる場合もあるが、これは形声文字の声符から音を憶測しただけの誤読である。

## 正史の事跡
| 姓名         | 張顗     |
| 時代         | 後漢時代 |
| 生没年       | 〔不詳〕 |
| 字・別号     | 〔不詳〕 |
| 出身地       | 〔不詳〕 |
| 職官         | 〔不詳〕 |
| 爵位・号等   | -        |
| 陣営・所属等 | 袁尚     |
| 家族・一族   | 〔不詳〕 |

袁尚配下。「大将」と表記される同僚の馬延よりも格下の将、あるいは馬延の副将であろうか。張顗の名が『三国志』魏書武帝紀にしか見当たらないのに対し、馬延の名は他にも『三国志』魏書袁紹伝や『後漢書』袁紹伝に散見される。
建安9年（204年）、鄴を守備する審配を救援するため、袁尚に従って曹操軍と戦ったが、敗北を積み重ねた。このため袁尚は降伏の使者を曹操に送った。しかし曹操には全く容れられなかったため、ついに張顗と馬延は曹操に降伏することにした。このことで袁尚の軍勢は総崩れとなり、中山郡へ敗走した。その後、張顗の名は史書に見当たらない。

## 物語中の張顗
小説『三国志演義』では、その後も曹操配下として登場し、馬延と同格扱いにされている。長坂の戦いでは他の袁紹軍の降将と共に、阿斗を抱える劉備軍の趙雲を包囲したが、突破されている。赤壁の戦いでは、馬延と共に敗走する曹操を護衛したが、追撃してきた孫権軍の甘寧に馬延共々討ち取られてしまう。